# Ligne Shinkansen Tōhoku
La ligne Shinkansen Tōhoku (東北新幹線, Tōhoku-Shinkansen) est une ligne à grande vitesse qui relie les gares de Tokyo et de Shin-Aomori au Japon. Elle est exploitée par la East Japan Railway Company (JR East).
La ligne de 674 km est la plus longue ligne Shinkansen du pays. Elle traverse le Tōhoku, une région peu peuplée du nord de Honshū. Depuis 2016, la ligne est prolongée par la ligne Shinkansen Hokkaidō à partir de Shin-Aomori vers l'île de Hokkaidō.

## Histoire

### Infrastructure
La première phase de la ligne est inaugurée le 23 juin 1982 entre Ōmiya et Morioka.
La portion Ōmiya-Ueno est mise en service le 14 mars 1985.
À partir du 20 juin 1991, les Shinkansen arrivent jusqu'à la gare de Tokyo.
Le 1er décembre 2002, la ligne est prolongée de Morioka à Hachinohe. L'extension de 81,2 km entre Hachinoe et Shin-Aomori est inaugurée le 4 décembre 2010 et comprend 50,5 km de tunnels. Sa construction a couté 459,5 milliards de yens (soit un peu plus de 4 milliards d'euros).

### Matériel roulant
Les premiers matériels roulants qui ont servi à exploiter la ligne ont été les rames shinkansen série 200. Elles ont circulé jusqu'en mars 2013, date de leur retrait du service.
La ligne a aussi vu circuler des shinkansen série E4 entre 1997 et 2013.

### Tremblement de terre de mars 2011
À la suite du tremblement de terre et du tsunami du 11 mars 2011, l'ensemble des lignes Shinkansen de la compagnie ferroviaire JR East furent suspendues (pour vérification des ouvrages d'arts et divers travaux comme à la gare de Sendai, ou par manque - temporaire - d'énergie électrique dû à l'arrêt de 4 centrales nucléaires). Finalement, le trafic reprend successivement sur certaines sections de la ligne Shinkansen Tōhoku mais une interruption temporaire totale du service se produit à nouveau sur l'ensemble de la ligne Shinkansen Tōhoku et ses sections secondaires à la suite de la réplique de magnitude 7,4 le 7 avril 2011. Finalement la ligne Shinkansen Tōhoku et ses différentes sections sont remises en service le 29 avril 2011 (d'abord avec des horaires spéciaux puis un cadencement habituel par la suite des trains Shinkansen).

## Trains et services

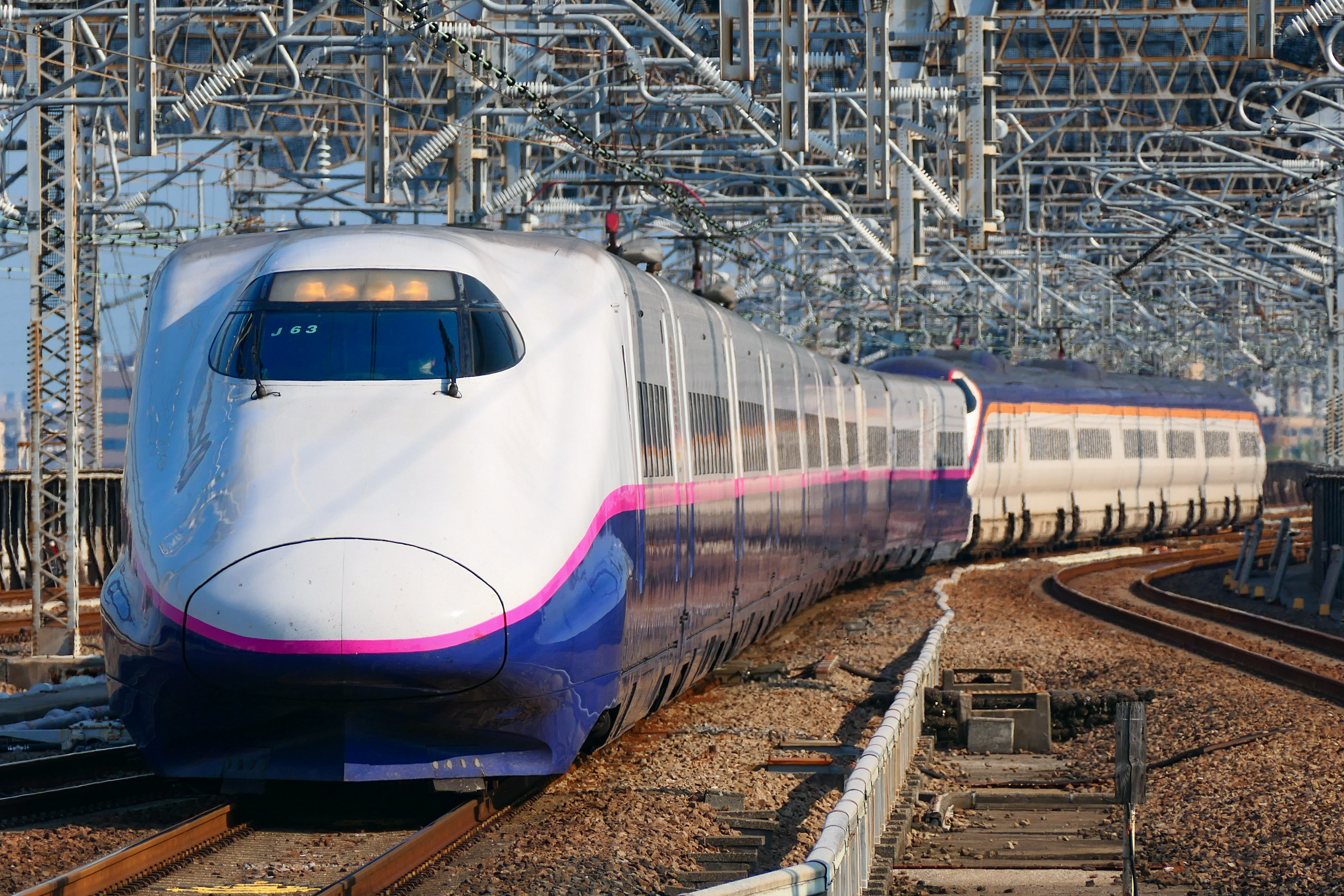
Shinkansen série E2

Les trains suivants sont utilisés sur la ligne sur différents types de services (au mois de février 2018) :
- Shinkansen série E2 : services Hayate / Yamabiko / Nasuno
- Shinkansen série E3 : services Tsubasa / Yamabiko / Nasuno
- Shinkansen série E5/H5 : services Hayabusa / Hayate / Yamabiko / Nasuno
- Shinkansen série E6 : services Komachi / Hayate / Yamabiko / Nasuno

## Liste des gares
| Gares                        | Distance de Tokyo (km) | Villes       | Préfectures | Correspondances (Réseaux / Lignes) |
| ---------------------------- | ---------------------- | ------------ | ----------- | --- |
| Tokyo 東京                   | 0                      | Chiyoda      | Tokyo       | - JR Central Shinkansen : Tōkaidō - JR East : Chūō, Keihin-Tōhoku, Keiyō, Sōbu, Tōkaidō, Yamanote, Yokosuka - Tokyo Metro : Marunouchi              |
| Ueno 上野                    | 3,6                    | Taitō        | Tokyo       | - JR East : Jōban, Keihin-Tōhoku, Takasaki, Tōhoku, Yamanote - Tokyo Metro : Ginza, Hibiya - Keisei : Keisei (à Keisei Ueno)                        |
| Ōmiya 大宮                   | 31,3                   | Saitama      | Saitama     | - JR East Shinkansen : Jōetsu (interconnexion) - JR East : Jōban, Kawagoe, Keihin-Tōhoku, Takasaki, Tōhoku, Saikyō - Tōbu : Tōbu Noda - New Shuttle |
| Oyama 小山                   | 80,6                   | Oyama        | Tochigi     | - JR East : Mito, Ryōmō, Tōhoku |
| Utsunomiya 宇都宮            | 109,0                  | Utsunomiya   | Tochigi     | - JR East : Nikkō, Tōhoku - Métro léger d'Utsunomiya                                                                                                |
| Nasushiobara 那須塩原        | 152,4                  | Nasushiobara | Tochigi     | - JR East : Tōhoku |
| Shin-Shirakawa 新白河        | 178,4                  | Nishigō      | Fukushima   | - JR East : Tōhoku |
| Kōriyama 郡山                | 213,9                  | Kōriyama     | Fukushima   | - JR East : Ban'etsu Est, Ban'etsu Ouest, Suigun, Tōhoku                                                                                            |
| Fukushima 福島               | 255,1                  | Fukushima    | Fukushima   | - JR East Shinkansen : Yamagata (interconnexion) - JR East : Ōu, Tōhoku - AbukumaExpress : Abukuma Express - Fukushima Transportation : Iizaka      |
| Shiroishi-Zaō 白石蔵王       | 286,2                  | Shiroishi    | Miyagi      | |
| Sendai 仙台                  | 325,4                  | Sendai       | Miyagi      | - JR East : Jōban, Senseki, Senzan, Tōhoku - Métro de Sendai : Namboku, Tōzai                                                                       |
| Furukawa 古川                | 363,8                  | Ōsaki        | Miyagi      | - JR East : Rikuu Est |
| Kurikoma-Kōgen くりこま高原  | 385,7                  | Kurihara     | Miyagi      | |
| Ichinoseki 一ノ関            | 406,3                  | Ichinoseki   | Iwate       | - JR East : Ōfunato, Tōhoku |
| Mizusawa-Esashi 水沢江刺     | 431,3                  | Ōshū         | Iwate       | |
| Kitakami 北上                | 448,6                  | Kitakami     | Iwate       | - JR East : Kitakami, Tōhoku |
| Shin-Hanamaki 新花巻         | 463,1                  | Hanamaki     | Iwate       | - JR East : Kamaishi |
| Morioka 盛岡                 | 496,5                  | Morioka      | Iwate       | - JR East Shinkansen : Akita (interconnexion) - JR East : Tōhoku, Hanawa, Tazawako, Yamada - Iwate Galaxy Railway : Iwate Galaxy Railway            |
| Iwate-Numakunai いわて沼宮内 | 527,6                  | Iwate        | Iwate       | - Iwate Galaxy Railway : Iwate Galaxy Railway |
| Ninohe 二戸                  | 562,2                  | Ninohe       | Iwate       | - Iwate Galaxy Railway : Iwate Galaxy Railway |
| Hachinohe 八戸               | 593,1                  | Hachinohe    | Aomori      | - JR East : Hachinohe - Aoimori Railway : Aoimori Railway                                                                                           |
| Shichinohe-Towada 七戸十和田 | 628,2                  | Shichinohe   | Aomori      | |
| Shin-Aomori 新青森           | 674,3                  | Aomori       | Aomori      | - JR Hokkaido Shinkansen : Hokkaidō (interconnexion) - JR East : Ōu                                                                                 |

## Trafic
Dans son numéro d'octobre 1994 la revue Japan railway & transport review indiquait un trafic journalier de 188 000 personnes sur la ligne.